# Werner Zahn (Zoologe)
Werner Friedrich Max Zahn (* 1906; † 1952) war ein deutscher Zoologe und Zoodirektor in Köln.

## Leben und Karriere
Werner Zahn stammte aus Gittelde in Niedersachsen, heute zu Bad Grund gehörig. Anm. Sein Vater war Apotheker. Zahn studierte Zoologie und arbeitete im Anschluss als Assistent am Zoologischen Institut der Universität Göttingen und am Institut für Tierzucht. Daran anschließend war Werner Zahn für zweieinhalb Jahre Assistent des Zoologen Lutz Heck, Sohn von Ludwig Heck, im Zoologischen Garten Berlin. Am 1. September 1938 übernahm Zahn die Nachfolge des 1938 tödlich verunglückten Friedrich Hauchecorne als sechster Direktor des Kölner Zoos.
1939 gelang es Zahn, aufgrund seiner persönlichen Bekanntschaft mit Ernst Schäfer, Tiere, darunter Exemplare einiger Hunde- und Katzenrassen, von Schäfers dritter Expedition nach Tibet für den Kölner Zoo zu erwerben. 1938/39 hatte der Zoo auch eine Gruppe Flamingos und Brillenpinguine, die in neu gestalteten Wasserbecken zu sehen waren, erwerben können.

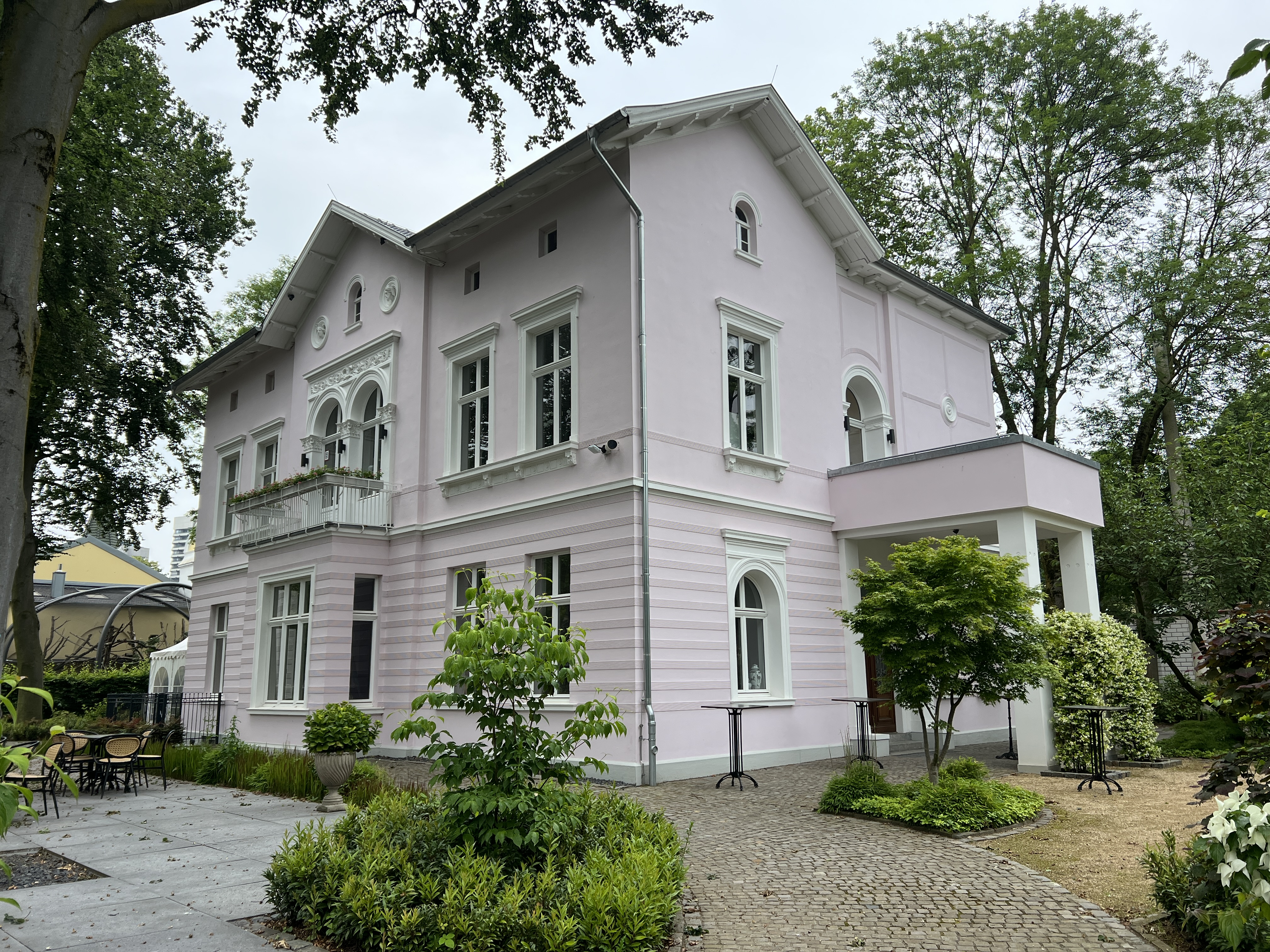
Die ehemalige Direktorenvilla im Kölner Zoo. Hier wurde der Schimpanse Petermann in seinen ersten Lebensjahren aufgezogen.

Schließlich wurde Zahn, der kein Parteimitglied der NSDAP war, als Soldat zur Wehrmacht eingezogen, kehrte jedoch bereits im März 1940 von der Westfront schwer erkrankt nach Köln zurück. Während der beginnenden Luftangriffe auf Köln, hielt öfter auch Zahn zusammen mit drei Zoowärtern nächtlich Wache im Zoo, um entstehende Brände schnell löschen zu können. Als am 4. März 1944 auch die Tagesangriffe auf Köln begannen, verließen fast alle Mitarbeiter den Zoo, dessen Betrieb komplett eingestellt wurde. Zahn, der sich bei der Sprengung der letzten Rheinbrücke nicht in Köln aufhielt, konnte für Monate nicht an seinen Arbeitsplatz zurück. Zu dieser Zeit übernahm der Pförtner Josef Kreidenweiß mit seiner Frau die notdürftige Versorgung der Tiere. Bei Kriegsende 1945, befanden sich auf dem Zoogelände hundertdreiunddreißig Bombentrichter und der Zoo beherbergte nur noch 22 Tiere aus 13 Säugetier- und zwei Vogelarten. Zu Pfingsten 1947 konnte der Kölner Zoo wiedereröffnet werden.
Unter der Direktorenschaft Zahns gelang es, auch zurückgehend auf Schwarzmarktgeschäfte, wieder neue Tiere für den Zoo zu erwerben. Genauere Aufzeichnungen liegen für die Amtszeit von 1938 bis 1951 jedoch nicht vor. 1950 heiratete Zahn Marlies Holtermann, geb. Teutschbein, die zwei Töchter mit in die Ehe brachte, darunter Maria Helene, gen. Riele (* 1936).
Ende der vierziger Jahre erwarb der Kölner Zoo zwei männliche Schimpansen namens Harri und Petermann. Petermann wurde von der Ehefrau des Direktors und Riele in der Wohnung des Ehepaares in der Direktorenvilla mit der Flasche aufgezogen. Unter Zahns Nachfolger Wilhelm Windecker sollte der Schimpanse eine lokale Kölner Berühmtheit werden.
Aufgrund des sehr geringen öffentlichen Etats, der vor allem für Reparaturen des Stromnetzes und der Kanalisation benötigt wurde, konnte mit dem tatsächlichen Wiederaufbau des Kölner Zoos erst unter Zahns Nachfolger als Direktor, Wilhelm Windecker begonnen werden.  Werner Zahn schied am 31. Dezember 1951 aufgrund schwerer Krankheit als Zoodirektor aus und starb  ein Jahr später.

## Trivia
- Werner Zahn ging als Freizeitbeschäftigung auf die Jagd. Er besaß eine Jagdhütte bei Altenberg und hatte die Zimmer in der Direktorenvilla mit entsprechenden Bildern und verschiedenen Kronleuchtern aus Geweihstangen dekoriert.[4][1]
- Zahn hatte eine private Chow-Chow-Zucht.[8]
- 1949 wurde Zahn wegen Misshandlung eines Jugendlichen angeklagt. Das Kölner Schöffengericht entschied am 23. November 1949 zugunsten des Zoodirektors. Dieser hatte einen Jugendlichen zur Züchtigung mit einer Peitsche geschlagen, nachdem dieser ein Nilpferd im Zoo mit Steinen beworfen hatte.[9]